# Rublîn, Buceaci
Rublîn (în ucraineană Рублин) este un sat în așezarea urbană Zolotîi Potik din raionul Buceaci, regiunea Ternopil, Ucraina.

## Demografie
Componența lingvistică a localității Rublîn
     Ucraineană (100%)
Conform recensământului din 2001, toată populația localității Rublîn era vorbitoare de ucraineană (100%).